# Anthene schoutedeni
Anthene schoutedeni är en fjärilsart som beskrevs av Gustaaf Hulstaert 1924. Anthene schoutedeni ingår i släktet Anthene och familjen juvelvingar. Inga underarter finns listade i Catalogue of Life.